# ウベルランジア
ウベルランジアあるいはウベルランディア(Uberlândia [ubɛʁˈlɐ̃d͡ʒiɐ]) は、ブラジル・ミナスジェライス州にある都市である。人口は約70万人、面積は約4000平方キロメートルに及ぶ。トリアングロ・ミネイロ (Triângulo Mineiro) と呼ばれる地域圏を形成している。

## 歴史
1888年8月31日 - 市制施行。

## 姉妹都市
- 菏沢市、中国 2006年12月6日

## 出身者
- RINA - 日系ブラジル人のファッションモデル
- レアンドロン - サッカー選手
- フェルナンド・エンリケ・マリアーノ - サッカー選手
- アルトゥール・ゴメス - サッカー選手
- ルーカス・カンジド - サッカー選手
- サウロ・ミネイロ - サッカー選手
- ガブリエウ・ブラゾン - サッカー選手